# Цзяньхе
26°39′22″ пн. ш. 108°35′02″ сх. д. / 26.65598° пн. ш. 108.58387° сх. д.
Цзяньхе (кит. 剑河县, пін. Jiànhé Xiàn) — один із повітів КНР у складі Цяньдуннань-Мяо-Дунської автономної префектури, провінція Гуйчжоу. Адміністративний центр — містечко Гедун.

## Географія
Цзяньхе лежить на висоті близько 510 метрів над рівнем моря на сході Юньнань-Гуйчжоуського плато.

### Клімат
Повіт знаходиться у зоні, котра характеризується вологим субтропічним кліматом. Найтепліший місяць — липень із середньою температурою 26,1 °C. Найхолодніший місяць — січень, із середньою температурою 5,8 °С.
| Клімат повіту Цзяньхе   | Клімат повіту Цзяньхе | Клімат повіту Цзяньхе | Клімат повіту Цзяньхе | Клімат повіту Цзяньхе | Клімат повіту Цзяньхе | Клімат повіту Цзяньхе | Клімат повіту Цзяньхе | Клімат повіту Цзяньхе | Клімат повіту Цзяньхе | Клімат повіту Цзяньхе | Клімат повіту Цзяньхе | Клімат повіту Цзяньхе | Клімат повіту Цзяньхе |
| Показник                | Січ.                  | Лют.                  | Бер.                  | Квіт.                 | Трав.                 | Черв.                 | Лип.                  | Серп.                 | Вер.                  | Жовт.                 | Лист.                 | Груд.                 | Рік                   |
| Середній максимум, °C   | 9,8                   | 12,1                  | 16,7                  | 22,6                  | 26,5                  | 29,1                  | 31,4                  | 31,6                  | 28,3                  | 22,6                  | 18,3                  | 13                    | 21,8                  |
| Середня температура, °C | 5,8                   | 7,8                   | 11,8                  | 17,2                  | 21,2                  | 24,1                  | 26,1                  | 25,5                  | 22,3                  | 17,5                  | 12,9                  | 7,9                   | 16,7                  |
| Середній мінімум, °C    | 3,1                   | 5                     | 8,5                   | 13,6                  | 17,5                  | 20,8                  | 22,6                  | 21,9                  | 18,7                  | 14,4                  | 9,6                   | 4,7                   | 13,4                  |
| Норма опадів, мм        | 37.1                  | 43.6                  | 59.7                  | 116.4                 | 171.9                 | 203.9                 | 171.6                 | 128.5                 | 69.2                  | 81.9                  | 55.2                  | 25.3                  | 1164.3                |
| Вологість повітря, %    | 80                    | 78                    | 78                    | 79                    | 81                    | 83                    | 80                    | 82                    | 81                    | 82                    | 79                    | 77                    | 80                    |
| ----------------------- | --------------------- | --------------------- | --------------------- | --------------------- | --------------------- | --------------------- | --------------------- | --------------------- | --------------------- | --------------------- | --------------------- | --------------------- | --------------------- |
| Джерело: data.cma.cn    |                       |                       |                       |                       |                       |                       |                       |                       |                       |                       |                       |                       |                       |